# Jonah Ray
Jonah Ray Rodrigues (Kailua, 3 de agosto de 1982) é um ator, comediante, roteirista e músico norte-americano. Um de seus trabalhos mais conhecidos é o papel de Jonah Heston na versão da década de 2010 da série Mystery Science Theater 3000.

## Vida e carrreira

### Primeiros anos
Ray nasceu em Kailua, Condado de Honolulu, no Havaí, em 3 de agosto de 1982. Cresceu na ilha de Oahu e começou a tocar bateria em bandas locais de punk rock desde os 11 anos. Também trabalhou em lojas de discos por um determinado período. Aos 19 anos, mudou-se para Los Angeles, Califórnia, onde inicialmente tentou prosseguir na sua carreira musical. Contudo, ele mudou seu foco profissional e passou a dedicar-se à escrita de comédias e atuação.

### Inícios na televisão e internet
Na televisão, Ray iniciou sua carreira como assistente de roteirista do The Andy Milonakis Show, exibido pela MTV entre 2005 e 2007. Simultaneamente, desempenhou pequenos papéis em séries menores na televisão paga e na web. Apresentava-se frequentemente como artista de stand-up e esquetes no Upright Citizens Brigade Theatre e em outros palcos do circuito de comédia de Los Angeles. Escreveu para programas como The Rotten Tomatoes Show (Current TV) e fez aparições em The Sarah Silverman Program (Comedy Central), Jimmy Kimmel Live! (ABC), Human Giant (MTV), entre outras atrações.
Em 2010, o comediante apresentou no serviço de televisão via streaming Revision3 o programa Joe Genius, um humorístico sobre ciência cultivada em casa. Junto com Chris Hardwick, ele foi um dos apresentadores originais do Nerdist Podcast, um podcast semanal de entretenimento centrado na cultura pop que foi lançado em 2010 e ganhou popularidade na internet, gerando uma rede de projetos derivados e levando a parcerias com a BBC America e o YouTube.

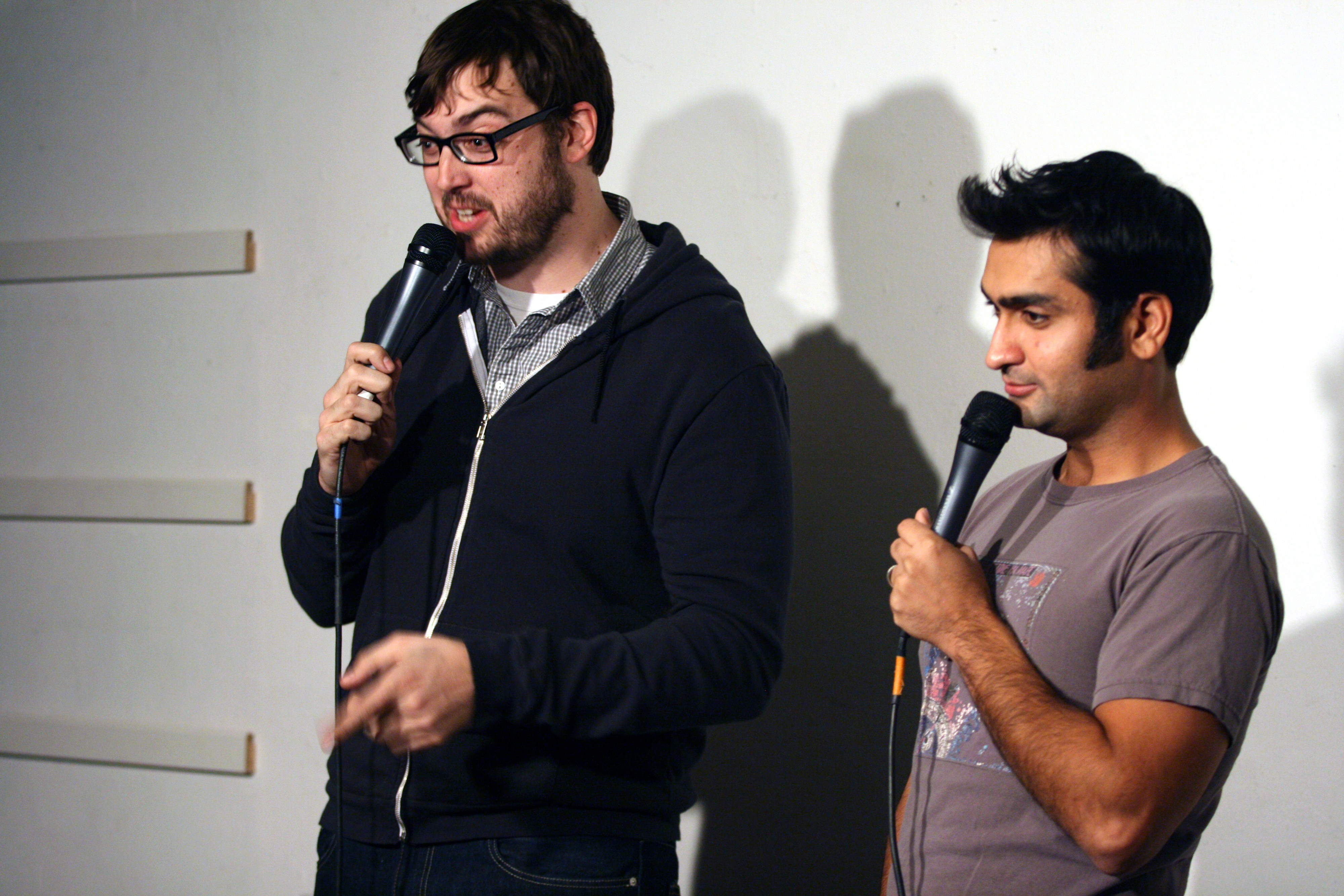
Ray e Kumail Nanjiani, com quem se apresentava regularmente em shows de comédia stand-up. A dupla estrelou sua própria série no Comedy Central entre 2014 e 2016.

### Trabalhos posteriores
Ray escreveu para a telessérie The Soup (E! Entertainment Television) em 2012 e teve participações especiais em The League (FX), Drunk History (Comedy Central) e Maron (IFC). Em outubro de 2012, ele começou a apresentar seu próprio podcast, Jonah Raydio, com convidados do cenário musical independente, incluindo a banda AJJ entre os contribuidores regulares. A partir de 2014, Ray estrelou a telessérie The Meltdown with Jonah and Kumail (Comedy Central), apresentada por ele e Kumail Nanjiani, seu parceiro frequente de stand-up. O programa, que combinava apresentações de palco e comédia de bastidores, teve produção executiva de Emily V. Gordon, Ben Stiller e Stuart Cornfeld. A série chegou ao fim em 2016, após três temporadas.
Em novembro de 2015, o criador da série cômica de ficção científica Mystery Science Theater 3000, Joel Hodgson, anunciou planos para uma nova versão do programa, exibido originalmente entre 1988 e 1999, e que Ray estava cotado para ser o novo protagonista. A série foi financiada por meio de uma campanha bem-sucedida no Kickstarter e lançada pela Netflix em 14 de abril de 2017. Ray interpreta o apresentador Jonah Heston na 11ª e 12ª temporadas. Entre abril e maio de 2021, Hodgson promoveu um segundo Kickstarter, que também obteve êxito em arrecadação, para produzir a 13ª temporada com o retorno de Ray ao papel de Heston.

### Outros projetos e vida pessoal
O artista gravou sua comédia stand-up em um vinil de sete polegadas intitulado This is Crazy Mixed-up Plumbing, lançado pela AST Records em 2006. Seu segundo álbum, Hello, Mr. Magic Plane Person, Hello, foi disponibilizado em 2012 e recebido com críticas mistas. Em 2013, ele casou-se com a atriz, roteirista e animadora Deanna Roney, sua namorada de longa data com quem trabalhou junto na série Mystery Science Theater 3000. O casal reside em Los Angeles.
Em setembro de 2014, Ray lançou sua própria gravadora, Literally Figurative Records, focada em comédia e música e através da qual ele disponibilizou uma série de discos de sete polegadas, intitulada The Mutual Appreciation Society, que contava com "comediantes de um lado e a banda da qual eles são amigos do outro"; Wil Wheaton foi um dos colaboradores nesse projeto. Em 2019, Ray anunciou sua própria marca de cerveja, Notorious P.O.G., uma bebida ao estilo Berliner Weisse que ele criou em colaboração com a cervejaria Stone Brewing. A partir de 2020, tornou-se editor do site da revista Spin, publicando artigos sobre suas experiências musicais.

## Filmografia parcial

### Televisão
| Ano     | Título                             | Papel              | Notas                             | Ref.   |
| ------- | ---------------------------------- | ------------------ | --------------------------------- | ------ |
| 2007    | Live at Gotham                     | Ele mesmo          | 1 episódio; série de stand-up     | [ 20 ] |
| 2010    | Joe Genius                         | Apresentador       | 13 episódios                      | [ 5 ]  |
| 2012    | Mash Up                            | Ele mesmo          | 1 episódio                        | [ 20 ] |
| 2012-14 | Conan                              |                    | 2 episódios; convidado            | [ 21 ] |
| 2013    | The Half Hour                      | Ele mesmo          | Episódio: "Jonah Ray"             | [ 20 ] |
| 2013    | The Jeselnik Offensive             |                    | 1 episódio; convidado             | [ 20 ] |
| 2014    | Adventure Time                     | Billybee / Abelhas | 1 episódio; voz                   | [ 21 ] |
| 2014    | Garfunkel and Oates                | Charlie            | Episódio: "Hair Swap"             | [ 22 ] |
| 2014-16 | The Meltdown With Jonah and Kumail | Apresentador       | Produtor executivo                | [ 21 ] |
| 2015    | Comedy Bang! Bang!                 |                    | 1 episódio; participação especial | [ 21 ] |
| 2016    | Talking Dead                       |                    | Convidado recorrente              | [ 23 ] |
| 2016    | Lopez                              | Ele mesmo          | Episódio: "George Doubles Down"   | [ 21 ] |
| 2016    | Maron                              | Dwayne             | Episódio: "The Geographic"        | [ 21 ] |
| 2016    | Take My Wife                       |                    | 1 episódio                        | [ 20 ] |
| 2016-17 | At Midnight With Chris Hardwick    |                    | 3 episódios; convidado            | [ 21 ] |
| 2016-17 | Last Call With Carson Daly         |                    | 2 episódios; convidado            | [ 21 ] |
| 2016-17 | Hidden America With Jonah Ray      | Apresentador       | 17 episódios; produtor executivo  | [ 20 ] |
| 2017    | Talk Show the Game Show            |                    | 1 episódio; competidor            | [ 20 ] |
| 2017-18 | Mystery Science Theater 3000       | Jonah Heston       | 19 episódios                      | [ 12 ] |
| 2018    | Night Train With Wyatt Cenac       |                    | Episódio: "Ground Hog Day"        | [ 21 ] |
| 2018    | Deadwax                            |                    | Elenco                            | [ 21 ] |
| 2020    | Syfy Wire's The Great Debate       |                    | 1 episódio; convidado             | [ 20 ] |
| 2020    | Into the Dark                      | Matt               | Episódio: "Pooka Lives"           | [ 21 ] |

### Cinema
| Ano  | Título                            | Papel            | Notas              | Ref.   |
| ---- | --------------------------------- | ---------------- | ------------------ | ------ |
| 2007 | Mama's Boy                        | Ogro             |                    | [ 24 ] |
| 2013 | Zero Charisma                     |                  | Produtor executivo | [ 24 ] |
| 2016 | RiffTrax Live: MST3K Reunion Show | Ele mesmo        | Vídeo              | [ 24 ] |
| 2017 | Victor Crowley                    | Del              |                    | [ 21 ] |
| 2018 | On Second Thought                 | Him              |                    | [ 21 ] |
| 2018 | We Brought Back MST3K             | Ele mesmo        | Documentário       | [ 24 ] |
| 2018 | Poop Talk                         | Ele mesmo        | Documentário       | [ 24 ] |
| 2020 | How to Deter a Robber             | Policial Russell |                    | [ 21 ] |
| 2020 | I'll Be Around                    | O hipnotizador   |                    | [ 24 ] |
| 2021 | I'll Be Around: Side A            | O hipnotizador   |                    | [ 24 ] |

### Vídeos musicais
| Ano  | Canção                | Artista      | Notas                             | Ref.   |
| ---- | --------------------- | ------------ | --------------------------------- | ------ |
| 2015 | "Turn Around"         | Mikal Cronin | Dirigido por Kurt Braunohler      | [ 25 ] |
| 2015 | "Say"                 | Mikal Cronin | Diretor; produção de Funny or Die | [ 26 ] |
| 2017 | "Brush With The Wild" | Grandaddy    | Com Deanna Rooney                 | [ 27 ] |
| 2018 | "It Don't Exist"      | Bayside      | Com Deanna Rooney                 | [ 28 ] |